# This Is It (concert)

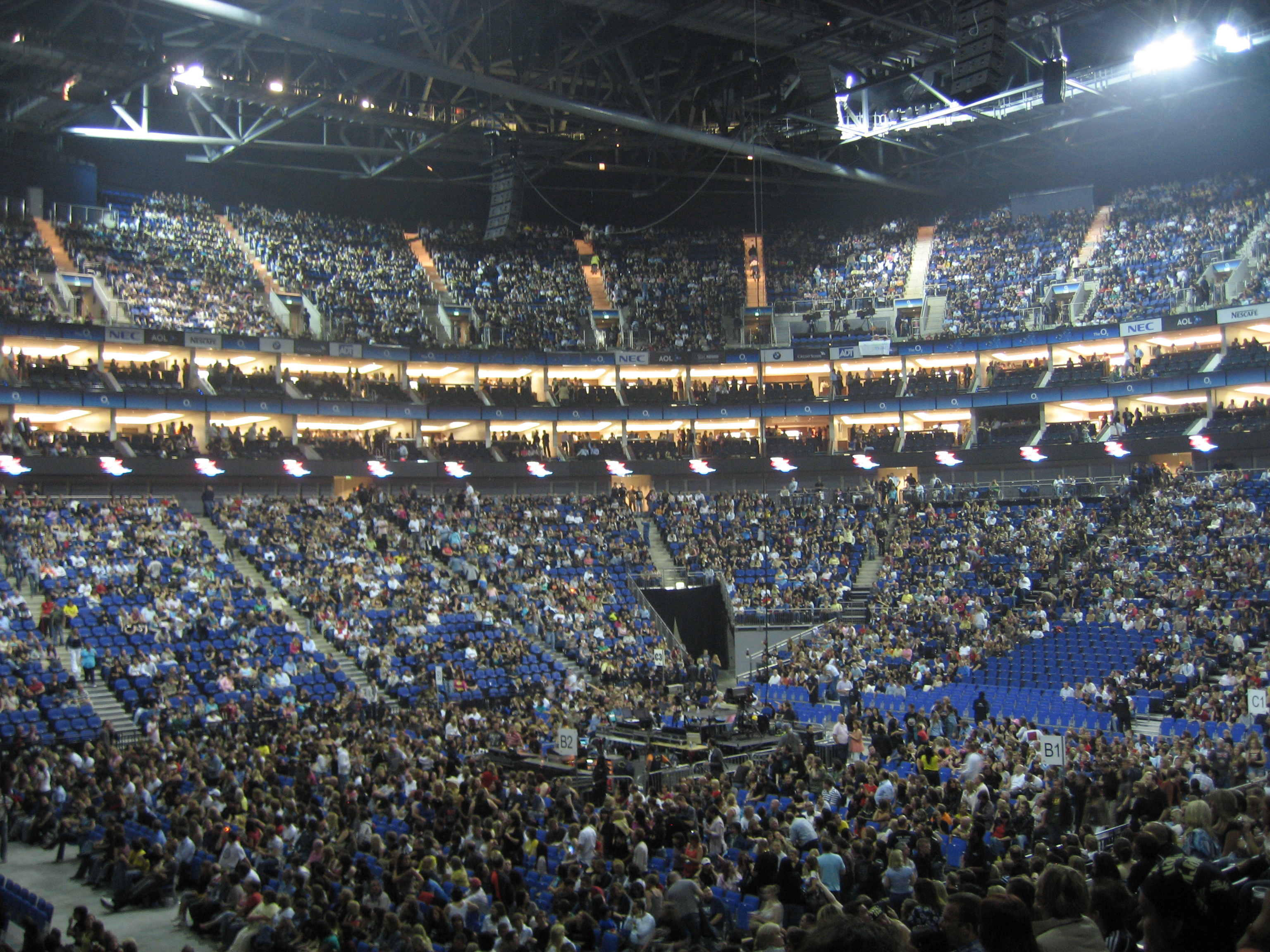
De O_{2} Arena binnen

This Is It was een geplande concertreeks van de Amerikaanse popster Michael Jackson. Tijdens de concertreeks zou Jackson van 13 juli 2009 tot en met 6 maart 2010 50 keer optreden in The O2 Arena van Londen. Jackson overleed achttien dagen voor de start van de concertreeks aan een hartstilstand als gevolg van acute propofol vergiftiging, This Is It werd daarom volledig afgelast.

## Persconferentie
Op 9 maart 2009 kondigde Jackson middels een persconferentie in de O2 Arena zijn This Is It-concerten aan. Ondanks dat de inhoud van de persconferentie vooraf onbekend was, hadden zich circa 350 journalisten en vele fans rondom de O2 Arena verzameld. Tijdens de persconferentie hield Jackson het al dan niet bewust bij een kort statement waaruit niet veel kon worden opgemaakt.
 “This is it. I just wanna say that ... these will be my final show performances, in London. This will be it, this is it. And when I say this is it, I really mean this is it. I'll be performing the songs my fans wanna hear. This is it, I mean this is really it. This is the final curtain call. I'll see you in July.” – Michael Jackson
Na afloop van de persconferentie werd door middel van een persbericht duidelijk dat Jackson tien keer zou optreden in de O2 Arena en werd bevestigd dat het Jacksons laatste optredens in Londen zouden worden.. Ter promotie van de aangelegenheid werden op dezelfde dag This Is It-posters in Londen opgehangen. Ook werd voor 1 miljoen pond een volledig reclameblok van 3,5 minuten opgekocht. De reclame, bedoeld om de persconferentie te promoten, werd op ITV uitgezonden tijdens een aflevering van het populaire programma Dancing on Ice en werd door 11 miljoen mensen bekeken. Het was de eerste televisiereclame voor een artiest met de duur van een volledig reclameblok.
De media reageerde verrast op Jacksons aankondiging, omdat hij na zijn HIStory World Tour in 1996 en 1997 niet meer op tournee was geweest. Ook had hij er door vrijspraak van aanklachten over kindermisbruik, financiële problemen en de verkoop van zijn Neverland Ranch een bewogen decennium op zitten. Wel werd This Is It na aankondiging direct een van de belangrijkste concerten van 2009 genoemd en werd geschat dat het Londen een economische impuls van 1 miljard pond kon geven. Na vragen van de media verklaarde Randy Phillips, toenmalige bestuursvoorzitter en directielid van AEG Live, dat Jackson voor de tien concerten circa 50 miljoen pond zou ontvangen. 

## Kaartverkoop
Na Jacksons persconferentie bleek er een zeer grote, wereldwijde belangstelling voor This Is It te zijn. Via een tweetal websites was het mogelijk om deel te nemen aan een loting voor voorverkoopkaarten, hier bleken echter 1,5 miljoen mensen belangstelling voor te hebben met als gevolg dat de website het grote aantal bezoekers al na enkele minuten niet meer aankon. Circa 16.000 mensen schreven zich per seconde voor de loting in en na 24 uur waren er meer dan een miljoen aanmeldingen, genoeg mensen om de O2 Arena 50 keer mee te vullen. Op 11 maart 2009 volgde dan ook de aankondiging dat de This Is It zou worden opgeschaald naar 50 concerten. Ook deze keer ging dit gepaard met grote belangstelling en waren de 750.000 reguliere kaarten op 13 maart 2009 binnen 4 uur uitverkocht. Nadat alle tickets waren uitverkocht werden in Nederland op websites als eBay kaarten voor soms meer dan 8.000 euro (11.500 in 2025) doorverkocht. 

## Records
Kort nadat de media hoogte kreeg van de 50 uitverkochte concerten, claimde het management van Jackson en AEG Live dat This Is It de snelst uitverkochte tournee aller tijden is. Ook zou Jackson met This Is It het record voor 'grootste aantal mensen dat in één stad naar een concertreeks van dezelfde artiest gaat' en 'grootste aantal mensen dat naar een serie van arena-concerten op dezelfde locatie gaat' verbreken. Verder zou This Is It het wereldrecord voor hoogste aantal concerten op één locatie verbreken, wat Prince eerder op dezelfde locatie wist te behalen.

## Rechtszaak
In juni 2009 klaagde concertpromotor Allgood Entertainment Jackson aan en eiste een bedrag van 40 miljoen dollar. MJlawfirm, dat Allgood juridisch bijstond, betoogde dat Jackson via zijn manager Frank DiLeo had toegezegd om een nieuwe single uit te geven en een reünieconcert met zijn broers uit de Jackson 5 en zus Janet Jackson te organiseren. Allgood beweerde dat er een contractuele verplichting voor het concert zou bestaan en Jackson in de drie maanden voor en na het concert geen andere optredens zou mogen geven, wat de This Is It-concertreeks een contractbreuk zou maken. Ook zou Allgood vermoeden dat Jackson onder druk was gezet door AEG Live om This Is It voorrang te geven, terwijl zij van het al bestaande contract afwisten. In augustus 2010 werd de zaak verworpen door een gebrek aan bewijs. De rechter stelde dat er niet kan worden bewezen dat er door beide partijen een bindend contract was ondertekend.

## Overlijden
Door het overlijden van Jackson heeft er nooit een concert kunnen plaatsvinden. Zij die hun kaarten hadden gekocht via de officiële verkooppunten, konden hun geld terugkrijgen. Ook mensen met doorverkochte tickets konden het aankoopbedrag terugvragen. Daarnaast was er ook de optie om het door Jackson zelf ontworpen entreekaartje te behouden.